# Nordiskt Immateriellt Rättsskydd
Nordiskt Immateriellt Rättsskydd (NIR) er et nordisk retsvidenskabeligt tidsskrift.
Det udgives fra Visby i Sverige og fra hjemmesiden http://www.nir.nu/.